# 白井海岸駅
白井海岸駅（しらいかいがんえき）は、岩手県下閉伊郡普代村にある三陸鉄道リアス線の駅。
駅の愛称は「ウニの香り」。駅名の由来となった海岸がウニの産地として知られていることに由来する。

## 歴史
- 1984年（昭和59年）12月22日：三陸鉄道北リアス線の駅として開業[1][2]。
- 2011年（平成23年）3月11日：東北地方太平洋沖地震による津波被害のため、当駅を含む区間が運休したため閉鎖。
- 2012年（平成24年）4月1日：陸中野田駅 - 田野畑駅間の運行再開に伴い営業を再開[3]。

## 駅構造
単式ホーム1面1線の地上駅で無人駅。谷の上を線路が横断する部分に設置されているので、高架駅のような雰囲気がある。プラットホームの両側はすぐトンネルになっている。南側（普代駅方面）の第二白井トンネルはごく短く、反対側の出口を見ることができる。待合室や改札設備などは存在せず、プラットホームのすぐ側に公衆電話ボックスがあるが、電話機自体は撤去されている。トイレは駅前にある。

## 利用状況
| 1日乗降人員推移 | 1日乗降人員推移 |
| 年度            | 1日平均人数     |
| --------------- | --------------- |
| 2012年          | 2               |
| 2013年          | 5               |
| 2014年          | 5               |
| 2015年          | 6               |
| 2016年          | 3               |
| 2017年          | 5               |
| 2018年          | 3               |

## 駅周辺

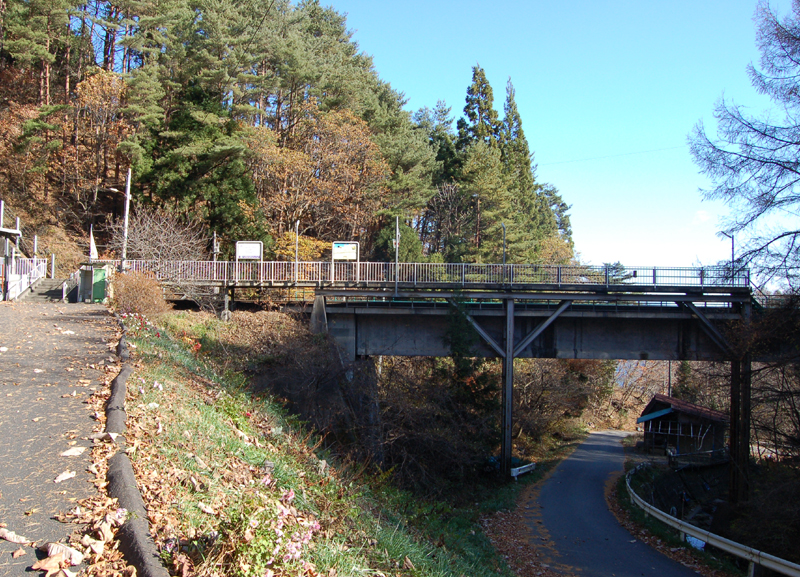
駅周辺（2008年11月）

駅から川沿いに標高差約50メートルの坂道を下ると、やがて小さな漁港に出る。ただし、こちら側に民家はまったく存在せず、売店はもちろん、自動販売機の類も見つけることができない。国土地理院発行の地形図に表示されている建屋は、実際にはカキ打ちなど、魚介類の加工場である。
山側の急峻な坂道を登ると、約1キロメートルで白井地区のはずれに到着する。白井地区からは、国道沿いに1日数便の普代村営バスが普代駅方面に運行されている。
- 白井漁港 - 駅東側。漁港から南へ下ると力持海岸に至る。この辺りは釣りのスポットを兼ねている。
- 国道45号 - 駅西側。三陸北縦貫道路（バイパス）と三陸浜街道（現道）が並行するが、当駅の最寄りとなるバイパスのインターチェンジは普代北インターチェンジであるが、同インターは北へ約2 km離れた所にある。この付近には普代村B&G海洋センターや普代村総合運動公園野球場がある。

## その他
- この駅は俗に秘境駅の一つとして取り上げられることもあるが、列車は上下ともに概ね1時間ごとに停車しており、鉄道を利用してのアクセスは比較的容易である。地元住民の利用は少数だが、旅人や釣り人などの利用は多い。
- 2013年（平成25年）4月から9月まで放映されたNHK連続テレビ小説「あまちゃん」の最終回で放映されたトンネル内を主人公達が走るシーンは、当駅北側（下り側）に隣接する第三白井トンネルで撮影されたものである。

## 隣の駅
三陸鉄道
■リアス線
普代駅 - 白井海岸駅 - 堀内駅

#### 記事本文
1. ↑  石野哲 編『停車場変遷大事典 国鉄・JR編』 II（初版）、JTB、1998年10月1日、503頁。ISBN 978-4-533-02980-6。
2. ↑  「私鉄年表」『私鉄車両編成表 '85年版』ジェー・アール・アール、1985年8月1日、140頁。
3. ↑  「三陸鉄道：陸中野田－田野畑で運転再開」『毎日新聞』2012年4月1日。2012年4月1日閲覧。[リンク切れ]

#### 利用状況
1. ↑  国土数値情報(駅別乗降客数データ)2011-2015年  - 国土交通省、2019年9月3日閲覧
2. ↑  国土数値情報(駅別乗降客数データ)  - 国土交通省、2020年9月23日閲覧